# Montezuma’s Revenge (Computerspiel)
Montezuma’s Revenge ist ein von Robert Jaeger entwickeltes Computerspiel aus dem Jahr 1983.
Der Titel des Spiels bezieht sich auf den umgangssprachlichen Ausdruck für Reisediarrhoe für Reisen nach Mexiko. Montezuma’s Revenge war eines der ersten Plattformspiele, es kombiniert Schatz- und Schlüsselsuche in etlichen, labyrinthartig angeordneten Räumen.

## Spielinhalt
Der Spieler steuert eine Figur namens Panama Joe und bewegt ihn Raum für Raum im Inneren des aztekischen Tempels von Montezuma II., wobei dieser mit Feinden, Hindernissen, Fallen und weiteren Gefahren gefüllt ist. Das Ziel ist, Edelsteine entlang des Weges zu sammeln. Panama Joe muss Schlüssel für Türen sowie Fackeln, Schwerter und Amulette finden, ohne seine Leben zu verlieren. Hindernisse sind Laserschranken, Laufbänder, verschwindende Bodenteile und Feuergruben. Die Spielfigur kann laufen, springen, an Ketten hangeln und Rutschstangen hinabgleiten. Feinde sind Schädel, Schlangen und Spinnen. Eine weitere Schwierigkeit entsteht dadurch, dass der Tempel in seiner untersten Etage (bzw. mit steigender Schwierigkeit auch in höheren Etagen) dunkel ist, solange keine Fackel eingesammelt wurde.
Die Pyramide ist neun Ebenen tief, auf der untersten Ebene gibt es einen Ausgang zur Schatzkammer. Dort hat der Spieler einige Sekunden Zeit, um von Kette zu Kette zu springen und die vorhandenen Edelsteine einzusammeln. Wenn diese verschwinden, kann er durch einen Sprung an eine Rutschstange gelangen und landet im Startraum der nächsten Schwierigkeitsstufe.

## Nachfolger
Von Utopia Technologies wurde 1997 eine 3D-Version namens Max Montezuma: Der Fluch der Azteken entwickelt.